# 3e étape du Tour d'Espagne 2017
La 3e étape du Tour d'Espagne 2017 se déroule le lundi 21 août 2017, entre Prades et Andorre-la-Vieille, sur une distance de 158,5 kilomètres.

## La course
Alors qu'il était parmi un groupe de sept échappés, Axel Domont (AG2R La Mondiale) attaque près de La Seu d'Urgell; il est repris par son coéquipier Alexandre Geniez et Davide Villella (Cannondale-Drapac) aux premiers kilomètres à forte pente de La Rabassa. L'Uruguayen Fabricio Ferrari (Caja Rural) les accompagne un moment. Geniez et Villella se relève après le sommet de la Rabassa. En début d'ascension de La Comella, l'équipe Sky prend la tête pour préparer une attaque de Christopher Froome, celui-ci emmène Esteban Chaves (Orica-Scott). Fabio Aru (Astana) et Romain Bardet reviennent peu à peu avant le sommet. Un groupe de poursuivants avec Vincenzo Nibali (Bahrain) et David de la Cruz (Quick Step) revient à la flamme rouge. Nibali anticipe le sprint pour faire un écart et ne pas être rattrapé sur la ligne. Froome terminant troisième de l'étape et ayant pris deux secondes de bonification au sprint intermédiaire à Andorre-la-Vieille, il endosse le maillot rouge.

## Résultats

### Classement de l'étape
| \| Classement de l'étape \| Classement de l'étape \| Classement de l'étape \| Classement de l'étape \| Classement de l'étape \| \| Coureur \| Coureur \| Pays \| Équipe \| Temps \| \| --------------------- \| --------------------- \| --------------------- \| --------------------- \| --------------------- \| \| 1er \| Vincenzo Nibali \| Italie \| Bahrain-Merida \| 4 h 01 min 22 s \| \| 2e \| David de la Cruz \| Espagne \| Quick-Step Floors \| + 0 s \| \| 3e \| Christopher Froome \| Royaume-Uni \| Team Sky \| + 0 s \| \| 4e \| Romain Bardet \| France \| AG2R La Mondiale \| + 0 s \| \| 5e \| Esteban Chaves \| Colombie \| Orica-Scott \| + 0 s \| \| 6e \| Fabio Aru \| Italie \| Astana \| + 0 s \| \| 7e \| Nicolas Roche \| Irlande \| BMC Racing Team \| + 0 s \| \| 8e \| Tejay van Garderen \| États-Unis \| BMC Racing Team \| + 0 s \| \| 9e \| Domenico Pozzovivo \| Italie \| AG2R La Mondiale \| + 0 s \| \| 10e \| Michael Woods \| Canada \| Cannondale-Drapac \| + 25 s \| |                    |             |                   |                 |
| |                    |             |                   |                 |
| Source : ProCyclingStats |                    |             |                   |                 |
| Classement de l'étape |                    |             |                   |                 |
| Coureur | Coureur            | Pays        | Équipe            | Temps           |
| 1er | Vincenzo Nibali    | Italie      | Bahrain-Merida    | 4 h 01 min 22 s |
| 2e | David de la Cruz   | Espagne     | Quick-Step Floors | + 0 s           |
| 3e | Christopher Froome | Royaume-Uni | Team Sky          | + 0 s           |
| 4e | Romain Bardet      | France      | AG2R La Mondiale  | + 0 s           |
| 5e | Esteban Chaves     | Colombie    | Orica-Scott       | + 0 s           |
| 6e | Fabio Aru          | Italie      | Astana            | + 0 s           |
| 7e | Nicolas Roche      | Irlande     | BMC Racing Team   | + 0 s           |
| 8e | Tejay van Garderen | États-Unis  | BMC Racing Team   | + 0 s           |
| 9e | Domenico Pozzovivo | Italie      | AG2R La Mondiale  | + 0 s           |
| 10e | Michael Woods      | Canada      | Cannondale-Drapac | + 25 s          |

### Points attribués
| Sprint intermédiaire - Andorre-la-Vieille (km 145,4) | Sprint intermédiaire - Andorre-la-Vieille (km 145,4) | Sprint intermédiaire - Andorre-la-Vieille (km 145,4) | Sprint intermédiaire - Andorre-la-Vieille (km 145,4) | Sprint intermédiaire - Andorre-la-Vieille (km 145,4) |
| ---------------------------------------------------- | ---------------------------------------------------- | ---------------------------------------------------- | ---------------------------------------------------- | ---------------------------------------------------- |
|                                                      | Coureur                                              | Pays                                                 | Équipe                                               | Point(s)                                             |
| 1er                                                  | Diego Rosa                                           | Italie                                               | Sky                                                  | 4                                                    |
| 2e                                                   | Christopher Froome                                   | Royaume-Uni                                          | Sky                                                  | 2                                                    |
| 3e                                                   | Darwin Atapuma                                       | Colombie                                             | UAE Emirates                                         | 1                                                    |
| modifier                                             |                                                      |                                                      |                                                      |                                                      |

| Arrivée d'étape - Andorre-la-Vieille (km 158,5) | Arrivée d'étape - Andorre-la-Vieille (km 158,5) | Arrivée d'étape - Andorre-la-Vieille (km 158,5) | Arrivée d'étape - Andorre-la-Vieille (km 158,5) | Arrivée d'étape - Andorre-la-Vieille (km 158,5) |
| ----------------------------------------------- | ----------------------------------------------- | ----------------------------------------------- | ----------------------------------------------- | ----------------------------------------------- |
|                                                 | Coureur                                         | Pays                                            | Équipe                                          | Point(s)                                        |
| 1er                                             | Vincenzo Nibali                                 | Italie                                          | Bahrain-Merida                                  | 25                                              |
| 2e                                              | David de la Cruz                                | Espagne                                         | Quick-Step Floors                               | 20                                              |
| 3e                                              | Christopher Froome                              | Royaume-Uni                                     | Sky                                             | 16                                              |
| 4e                                              | Romain Bardet                                   | France                                          | AG2R La Mondiale                                | 14                                              |
| 5e                                              | Esteban Chaves                                  | Colombie                                        | Orica-Scott                                     | 12                                              |
| 6e                                              | Fabio Aru                                       | Italie                                          | Astana                                          | 10                                              |
| 7e                                              | Nicolas Roche                                   | Irlande                                         | BMC Racing                                      | 9                                               |
| 8e                                              | Tejay van Garderen                              | États-Unis                                      | BMC Racing                                      | 8                                               |
| 9e                                              | Domenico Pozzovivo                              | Italie                                          | AG2R La Mondiale                                | 7                                               |
| 10e                                             | Michael Woods                                   | Canada                                          | Cannondale-Drapac                               | 6                                               |
| 11e                                             | Adam Yates                                      | Royaume-Uni                                     | Orica-Scott                                     | 5                                               |
| 12e                                             | Mikel Nieve                                     | Espagne                                         | Sky                                             | 4                                               |
| 13e                                             | Simon Yates                                     | Royaume-Uni                                     | Orica-Scott                                     | 3                                               |
| 14e                                             | Daniel Moreno                                   | Espagne                                         | Movistar                                        | 2                                               |
| 15e                                             | Louis Meintjes                                  | Afrique du Sud                                  | UAE Emirates                                    | 1                                               |
| modifier                                        |                                                 |                                                 |                                                 |                                                 |

|   | Coureur            | Pays        | Équipe       | Secondes |
| - | ------------------ | ----------- | ------------ | -------- |
| 1 | Diego Rosa         | Italie      | Sky          | 3 s      |
| 2 | Christopher Froome | Royaume-Uni | Sky          | 2 s      |
| 3 | Darwin Atapuma     | Colombie    | UAE Emirates | 1 s      |

|   | Coureur            | Pays        | Équipe            | Secondes |
| - | ------------------ | ----------- | ----------------- | -------- |
| 1 | Vincenzo Nibali    | Italie      | Bahrain-Merida    | 10 s     |
| 2 | David de la Cruz   | Espagne     | Quick-Step Floors | 6 s      |
| 3 | Christopher Froome | Royaume-Uni | Sky               | 4 s      |

### Cols et côtes
| Col de la Perche (km 31,5) 1re catégorie (19,5 km à 4,8%) | Col de la Perche (km 31,5) 1re catégorie (19,5 km à 4,8%) | Col de la Perche (km 31,5) 1re catégorie (19,5 km à 4,8%) | Col de la Perche (km 31,5) 1re catégorie (19,5 km à 4,8%) | Col de la Perche (km 31,5) 1re catégorie (19,5 km à 4,8%) |
| --------------------------------------------------------- | --------------------------------------------------------- | --------------------------------------------------------- | --------------------------------------------------------- | --------------------------------------------------------- |
|                                                           | Coureur                                                   | Pays                                                      | Équipe                                                    | Point(s)                                                  |
| 1er                                                       | Thomas De Gendt                                           | Belgique                                                  | Lotto-Soudal                                              | 10                                                        |
| 2e                                                        | Davide Villella                                           | Italie                                                    | Cannondale-Drapac                                         | 6                                                         |
| 3e                                                        | Fabricio Ferrari                                          | Uruguay                                                   | Caja Rural-Seguros RGA                                    | 4                                                         |
| 4e                                                        | Fernando Orjuela                                          | Colombie                                                  | Manzana Postobón                                          | 2                                                         |
| 5e                                                        | Axel Domont                                               | France                                                    | AG2R La Mondiale                                          | 1                                                         |
| modifier                                                  |                                                           |                                                           |                                                           |                                                           |

| Coll de la Rabassa (km 127,5) 1re catégorie (13,3 km à 6,8%) | Coll de la Rabassa (km 127,5) 1re catégorie (13,3 km à 6,8%) | Coll de la Rabassa (km 127,5) 1re catégorie (13,3 km à 6,8%) | Coll de la Rabassa (km 127,5) 1re catégorie (13,3 km à 6,8%) | Coll de la Rabassa (km 127,5) 1re catégorie (13,3 km à 6,8%) |
| ------------------------------------------------------------ | ------------------------------------------------------------ | ------------------------------------------------------------ | ------------------------------------------------------------ | ------------------------------------------------------------ |
|                                                              | Coureur                                                      | Pays                                                         | Équipe                                                       | Point(s)                                                     |
| 1er                                                          | Alexandre Geniez                                             | France                                                       | AG2R La Mondiale                                             | 10                                                           |
| 2e                                                           | Davide Villella                                              | Italie                                                       | Cannondale-Drapac                                            | 6                                                            |
| 3e                                                           | Darwin Atapuma                                               | Colombie                                                     | UAE Emirates                                                 | 4                                                            |
| 4e                                                           | Rui Costa                                                    | Portugal                                                     | UAE Emirates                                                 | 2                                                            |
| 5e                                                           | Diego Rosa                                                   | Italie                                                       | Sky                                                          | 1                                                            |
| modifier                                                     |                                                              |                                                              |                                                              |                                                              |

| \| Alto de la Comella (km 151,4) 2e catégorie (4,3 km à 8,6%) \| Alto de la Comella (km 151,4) 2e catégorie (4,3 km à 8,6%) \| Alto de la Comella (km 151,4) 2e catégorie (4,3 km à 8,6%) \| Alto de la Comella (km 151,4) 2e catégorie (4,3 km à 8,6%) \| Alto de la Comella (km 151,4) 2e catégorie (4,3 km à 8,6%) \| \| ---------------------------------------------------------- \| ---------------------------------------------------------- \| ---------------------------------------------------------- \| ---------------------------------------------------------- \| ---------------------------------------------------------- \| \| \| Coureur \| Pays \| Équipe \| Point(s) \| \| 1er \| Christopher Froome \| Royaume-Uni \| Sky \| 5 \| \| 2e \| Esteban Chaves \| Colombie \| Orica-Scott \| 3 \| \| 3e \| Romain Bardet \| France \| AG2R La Mondiale \| 1 \| \| modifier \| \| \| \| \| |                    |             |                  |          |
| Alto de la Comella (km 151,4) 2e catégorie (4,3 km à 8,6%) |                    |             |                  |          |
| | Coureur            | Pays        | Équipe           | Point(s) |
| 1er | Christopher Froome | Royaume-Uni | Sky              | 5        |
| 2e | Esteban Chaves     | Colombie    | Orica-Scott      | 3        |
| 3e | Romain Bardet      | France      | AG2R La Mondiale | 1        |
| modifier |                    |             |                  |          |

## Classements à l'issue de l'étape

### Classement général
| \| Classement général \| Classement général \| Classement général \| Classement général \| Classement général \| \| Coureur \| Coureur \| Pays \| Équipe \| Temps \| \| ------------------ \| ------------------ \| ------------------ \| ------------------ \| ------------------ \| \| 1er \| Christopher Froome \| Royaume-Uni \| Team Sky \| 8 h 53 min 44 s \| \| 2e \| David de la Cruz \| Espagne \| Quick-Step Floors \| + 2 s \| \| 3e \| Nicolas Roche \| Irlande \| BMC Racing Team \| + 2 s \| \| 4e \| Tejay van Garderen \| États-Unis \| BMC Racing Team \| + 2 s \| \| 5e \| Vincenzo Nibali \| Italie \| Bahrain-Merida \| + 10 s \| \| 6e \| Esteban Chaves \| Colombie \| Orica-Scott \| + 11 s \| \| 7e \| Fabio Aru \| Italie \| Astana \| + 38 s \| \| 8e \| Adam Yates \| Royaume-Uni \| Orica-Scott \| + 39 s \| \| 9e \| Domenico Pozzovivo \| Italie \| AG2R La Mondiale \| + 43 s \| \| 10e \| Romain Bardet \| France \| AG2R La Mondiale \| + 48 s \| |                    |             |                   |                 |
| |                    |             |                   |                 |
| Source : ProCyclingStats |                    |             |                   |                 |
| Classement général |                    |             |                   |                 |
| Coureur | Coureur            | Pays        | Équipe            | Temps           |
| 1er | Christopher Froome | Royaume-Uni | Team Sky          | 8 h 53 min 44 s |
| 2e | David de la Cruz   | Espagne     | Quick-Step Floors | + 2 s           |
| 3e | Nicolas Roche      | Irlande     | BMC Racing Team   | + 2 s           |
| 4e | Tejay van Garderen | États-Unis  | BMC Racing Team   | + 2 s           |
| 5e | Vincenzo Nibali    | Italie      | Bahrain-Merida    | + 10 s          |
| 6e | Esteban Chaves     | Colombie    | Orica-Scott       | + 11 s          |
| 7e | Fabio Aru          | Italie      | Astana            | + 38 s          |
| 8e | Adam Yates         | Royaume-Uni | Orica-Scott       | + 39 s          |
| 9e | Domenico Pozzovivo | Italie      | AG2R La Mondiale  | + 43 s          |
| 10e | Romain Bardet      | France      | AG2R La Mondiale  | + 48 s          |

### Classement par points
| Classement par points | Classement par points | Classement par points | Classement par points | Classement par points |
| Coureur               | Coureur               | Pays                  | Équipe                | Points                |
| --------------------- | --------------------- | --------------------- | --------------------- | --------------------- |
| 1er                   | Vincenzo Nibali       | Italie                | Bahrain-Merida        | 31 pts                |
| 2e                    | Yves Lampaert         | Belgique              | Quick-Step Floors     | 25 pts                |
| 3e                    | Matteo Trentin        | Italie                | Quick-Step Floors     | 24 pts                |
| 4e                    | David de la Cruz      | Espagne               | Quick-Step Floors     | 20 pts                |
| 5e                    | Christopher Froome    | Royaume-Uni           | Team Sky              | 18 pts                |
| 6e                    | Esteban Chaves        | Colombie              | Orica-Scott           | 17 pts                |
| 7e                    | Adam Blythe           | Royaume-Uni           | Aqua Blue Sport       | 16 pts                |
| 8e                    | Romain Bardet         | France                | AG2R La Mondiale      | 14 pts                |
| 9e                    | Edward Theuns         | Belgique              | Trek-Segafredo        | 14 pts                |
| 10e                   | Sacha Modolo          | Italie                | UAE Team Emirates     | 12 pts                |

### Classement du meilleur grimpeur
| Classement du meilleur grimpeur | Classement du meilleur grimpeur | Classement du meilleur grimpeur | Classement du meilleur grimpeur | Classement du meilleur grimpeur |
| ------------------------------- | ------------------------------- | ------------------------------- | ------------------------------- | ------------------------------- |
|                                 | Coureur                         | Pays                            | Équipe                          | Point(s)                        |
| 1er                             | Davide Villella                 | Italie                          | Cannondale-Drapac               | 12 points                       |
| 2e                              | Alexandre Geniez                | France                          | AG2R La Mondiale                | 10 pts                          |
| 3e                              | Thomas De Gendt                 | Belgique                        | Lotto-Soudal                    | 10 pts                          |
| 4e                              | Christopher Froome              | Royaume-Uni                     | Sky                             | 5 pts                           |
| 5e                              | Darwin Atapuma                  | Colombie                        | UAE Emirates                    | 4 pts                           |
| 6e                              | Fabricio Ferrari                | Uruguay                         | Caja Rural-Seguros RGA          | 4 pts                           |
| 7e                              | Nicolas Roche                   | Irlande                         | BMC Racing                      | 3 pts                           |
| 8e                              | Esteban Chaves                  | Colombie                        | Orica-Scott                     | 3 pts                           |
| 9e                              | Fernando Orjuela                | Colombie                        | Manzana Postobón                | 3 pts                           |
| 10e                             | Rui Costa                       | Portugal                        | UAE Emirates                    | 2 pts                           |
| modifier                        |                                 |                                 |                                 |                                 |

### Classement du combiné
| Classement du combiné | Classement du combiné | Classement du combiné | Classement du combiné | Classement du combiné |
| --------------------- | --------------------- | --------------------- | --------------------- | --------------------- |
|                       | Coureur               | Pays                  | Équipe                | Point(s)              |
| 1er                   | Christopher Froome    | Royaume-Uni           | Sky                   | 10 points             |
| 2e                    | Esteban Chaves        | Colombie              | Orica-Scott           | 20 pts                |
| 3e                    | Nicolas Roche         | Irlande               | BMC Racing            | 23 pts                |
| 4e                    | Romain Bardet         | France                | AG2R La Mondiale      | 30 pts                |
| 5e                    | Diego Rosa            | Italie                | Sky                   | 75 pts                |
| 6e                    | Darwin Atapuma        | Colombie              | UAE Emirates          | 77 pts                |
| 7e                    | Daniel Oss            | Italie                | BMC Racing            | 100 pts               |
| modifier              |                       |                       |                       |                       |

### Classement par équipes
| Classement par équipes | Classement par équipes | Classement par équipes | Classement par équipes |
| Équipe                 | Équipe                 | Pays                   | Temps                  |
| ---------------------- | ---------------------- | ---------------------- | ---------------------- |
| 1re                    | Orica-Scott            | Australie              | 26 h 10 min 20 s       |
| 2e                     | Sky                    | Royaume-Uni            | + 1 min 05 s           |
| 3e                     | Astana                 | Kazakhstan             | + 1 min 56 s           |
| 4e                     | Movistar Team          | Espagne                | + 2 min 52 s           |
| 5e                     | Team Sunweb            | Allemagne              | + 2 min 55 s           |
| 6e                     | UAE Team Emirates      | Émirats arabes unis    | + 3 min 18 s           |
| 7e                     | AG2R La Mondiale       | France                 | + 7 min 08 s           |
| 8e                     | BMC Racing Team        | États-Unis             | + 8 min 05 s           |
| 9e                     | Dimension Data         | Afrique du Sud         | + 9 min 25 s           |
| 10e                    | Lotto-Soudal           | Belgique               | + 11 min 47 s          |

## Abandons
- 162 -  Marc Fournier (FDJ) : abandon
- 176 -  Benjamin King (Dimension Data) : non partant